# Moritz Karolyi
O dentista austríaco Moritz Karolyi foi o primeiro a relatar sobre o possível papel do trauma de oclusão e bruxismo na doença periodontal, e também recomendou sua correção para o desgaste de superfícies oclusais e a preparação das placas de mordidas.